# Chile en los Juegos Olímpicos de Múnich 1972
La participación de Chile en los Juegos Olímpicos de Múnich 1972 fue la decimotercera actuación olímpica de ese país y la octava oficialmente organizada por el Comité Olímpico de Chile (COCh). La delegación chilena estuvo compuesta de once deportistas, nueve hombres y dos mujeres, que compitieron en nueve eventos en cinco deportes. El abanderado fue el equitador René Varas.
El equipo olímpico chileno no obtuvo ninguna medalla y tampoco se adjudicó diplomas olímpicos (puestos premiados).

## Resultados por evento

### Atletismo
5000 metros masculino
- Edmundo Warnke

- Preliminar — 13:43.6 (→ no avanzó)

Lanzamiento de peso femenino
- Rosa Molina

- Clasificatorias — 14,59 - 14,61 - 14,41 (→ no avanzó)

### Boxeo
Peso minimosca masculino (– 48 kg)
- Héctor Velásquez

- Primera ronda — Bye
- Segunda ronda — Ganó ante Vandiu Batbaiar (MGL), 5:0
- Tercera ronda — Perdió ante Ralph Evans (GBR), 0:5

Peso mosca masculino (– 51 kg)
- Martín Vargas

- Primera ronda — Bye
- Segunda ronda — Perdió ante Calixto Pérez (COL), 0:5

Peso wélter masculino (– 66 kg)
- Julio Medina

- Primera ronda — Bye
- Segunda ronda — Abandonó en el tercer round

### Equitación
Individual en tres jornadas
- René Varas (caballo "Quintral")

- Primera jornada — 8,00
- Segunda jornada — 12,00 (→ no avanzó)

Gran premio de saltos por equipos
- Bárbara Barone ("Quintral") 13,00
- Américo Simonetti ("Ataulfo") 28,00
- René Varas ("Anahí") 35,25

→ no avanzaron

### Remo
Skiff masculino
- Rodmanis Janis

- Preliminar — 8:23.38
- Repechaje — 8:29.66 (→ no avanzó)

### Tiro
Skeet
- Jorge Uauy — 191 (→ puesto 27)
- Antonio Yazigi — 187 (→ puesto 32)